# Ekaterina Geladse
Ekaterina Geladse (georgisk: ეკატერინე "კეკე" გელაძე; født 5. februar 1858, død 4. juni 1937) var mor til Sovjetunionens leder Josef Stalin. Hun var en bondekone, der efter mandens død tog arbejde som vaskekone. Hun var religiøs.